# 股票互换
股票互換（英語：stock swap）是一種股權資產交換成另一種股權的過程，常發生在合併或收購公司的期間。股票交換提供以股票交换价值，而不是現金支付的機會。

## 概述
收購公司主要使用自己的股票作為現金來購買業務。被收購公司的每個股東將從收單公司收到預定數量的股份。在交換發生之前，各方必須準確評估其公司，以便計算公平交換比率。評估公司非常複雜，不僅需要確定公平的市場價值，還需要確定投資和內在價值。
收購公司可能還需要以股票形式增加一點額外獎勵，以確保被收購公司的董事會批准收購。在所有評估完成後，雙方將對於交換比率達成共識。該比率會決定每個人從接管公司獲得到的股份數量。當此股票交換實現時，股東將獲得新股份並擁有新公司的股份。有些時候，股票交換協議不允許新股東在一段時間內出售新股票，以避免股價突然下跌。這是用於打擊惡意收購的股東權益計劃或毒丸防禦的一種形式。當所有事情匯集在一起並且公平時，收購才會繼續進行下去。
在南韓，如果兩家公司都在韩国交易所（KRX）上市，則合併比率由法律規定的某個公式去定義。

## 例子
2010年，Mirant和RRI Energyry決定要合併成GenOn Energy Holdings。持有Mirant股票的股東，每一股將可獲得2.885股的RRI股份。這股股票交換使Mirant股東有更具吸引力的報價來促進收購，從而說服Mirant的董事會允許收購。
2014年，1999年上市的韓國互聯網巨頭Daum Communications與Kakao Corp合併，以股票互換協議形成Daum Kakao。合併比率約為1.14，因此被視為Kakao的借殼上市。
2017年，迪士尼宣布將以52億美元的全股票交易收購二十一世紀福斯的大部分資產（如果包括債務，則為66億美元）。被收購公司股東擁有合併後公司25％的股份，而迪士尼股東擁有75％的股權。

## 內部交換
股票互換也可以在公司內部發生。星巴克過去曾使用過這種策略，因為他們向員工提供的股票期權價格降低，以至於他們的股票變得毫無價值，就在此時，星巴克提供了一個交換選項。 該公司允許員工交換他們無價值的股票，以獲得更高價值的股票。